# Клименко, Филипп Филиппович
Клименко Филипп Филиппович (1862 — после 1917) — художник-маринист. Сведений о его биографии немного: известно, что родился он на юге России. Художественное образование получил в  Одесской Рисовальной школе (в 1875—1879 году), на курсе К. К. Констанди. Позднее художник сам преподавал в Одесской рисовальной школе, среди его учеников в 1888—1892 годах был Алексей Новаковский, также некоторое время работал церковным художником в Одессе с окрестностями и Измаиле. С конца 1890-х годов в течение 10 лет был руководителем малярно-живописных работ в Одесском ремесленном городском училище, с 1908 года жил в Санкт-Петербурге.

Известно что Клименко участвовал во второй выставке Товарищества южнорусских художников в 1891 году и в весенней выставке Товарищества 1902 года с пейзажем «Малый фонтан». Предполагается, что художник ушёл из жизни после 1917 года.

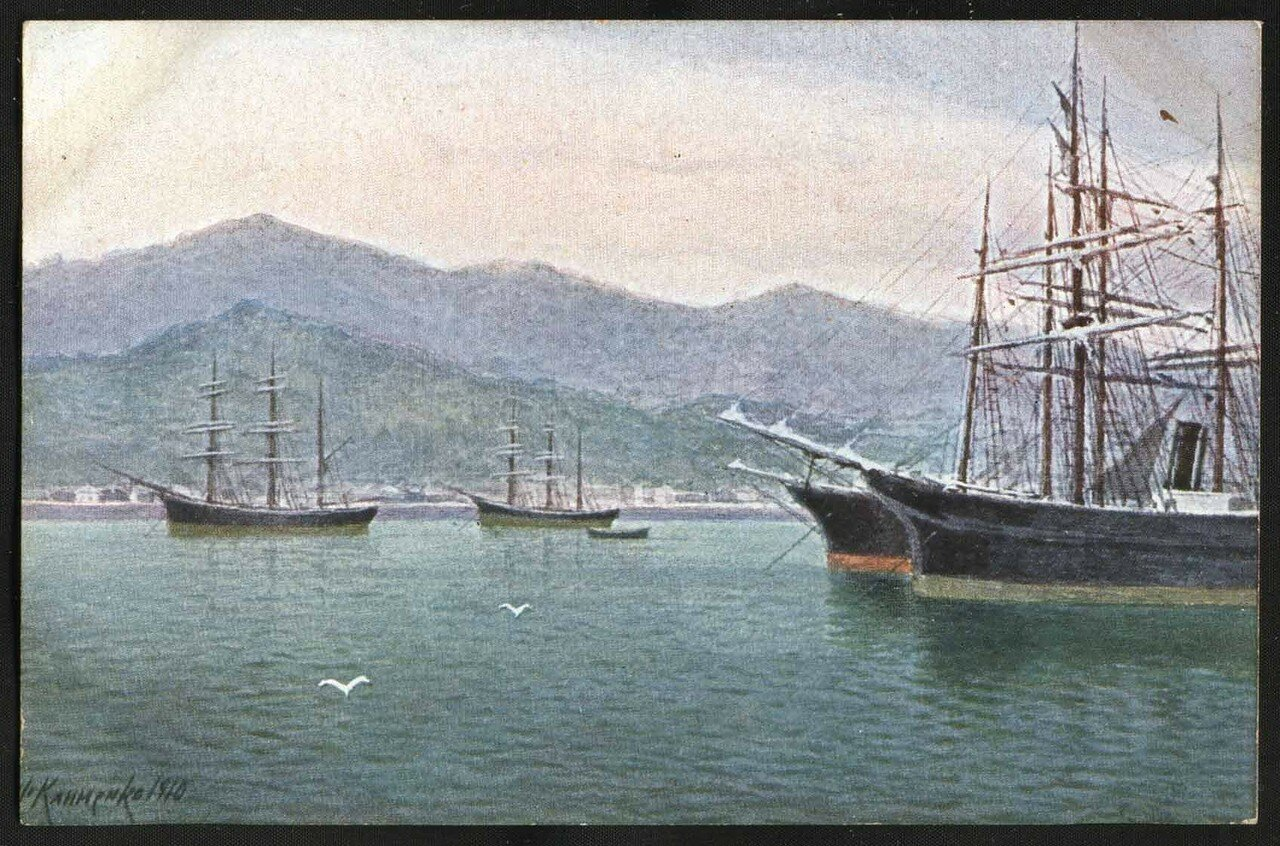
Батумская бухта
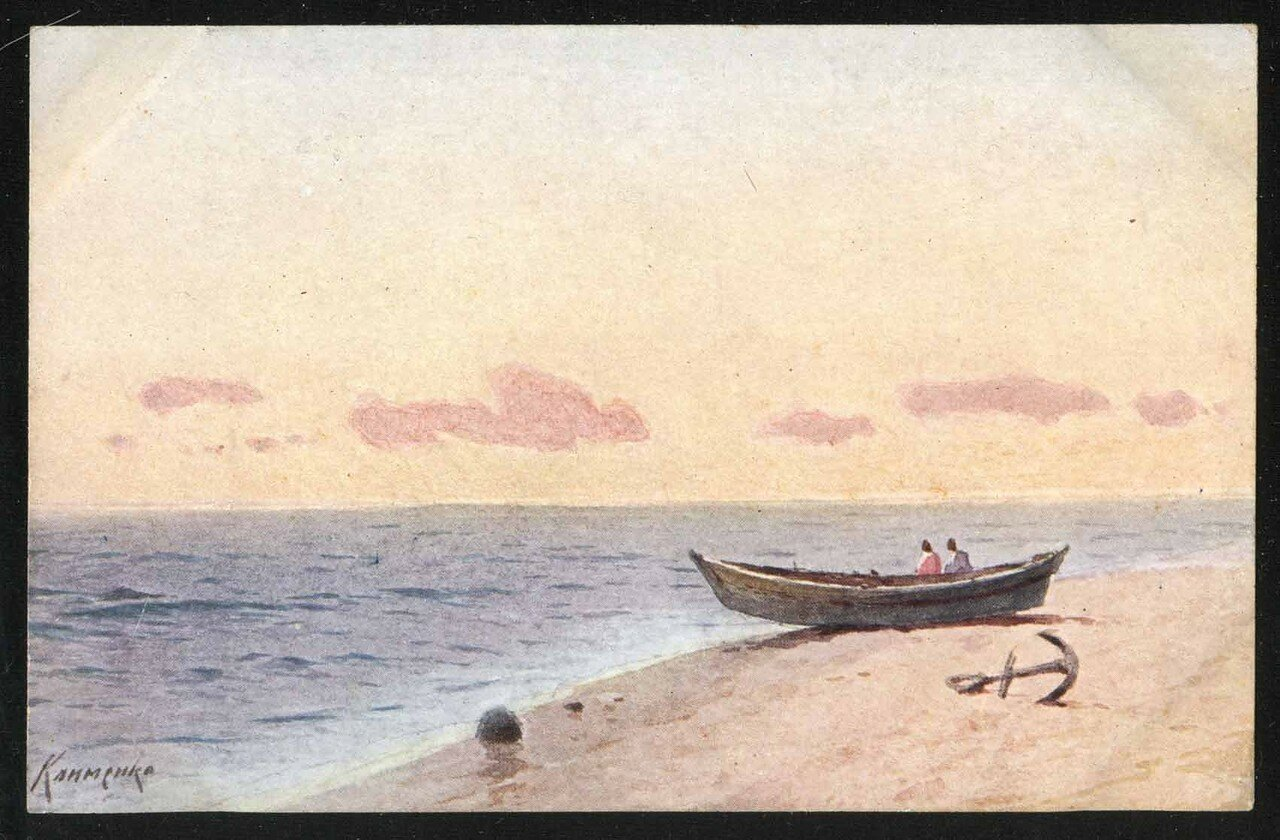
Лодка на берегу
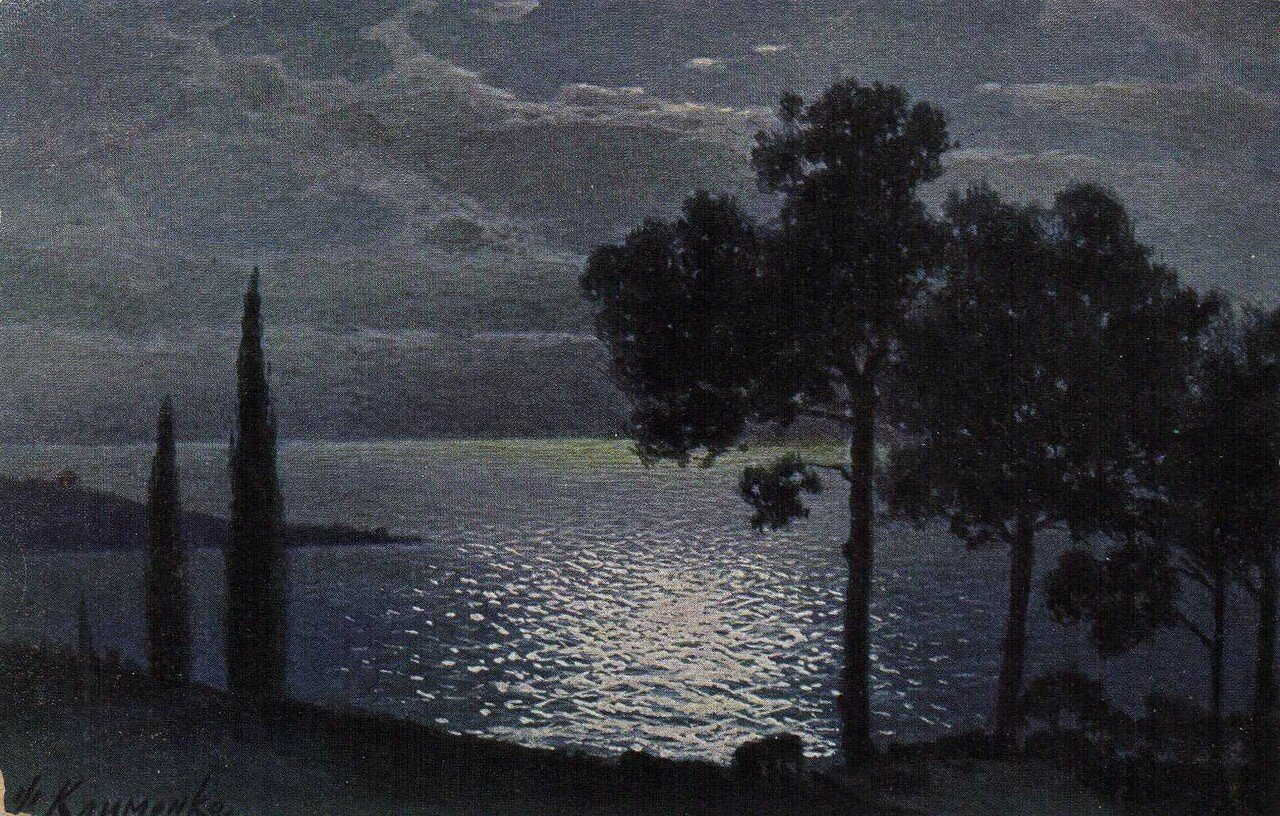
Крым. Лунная ночь
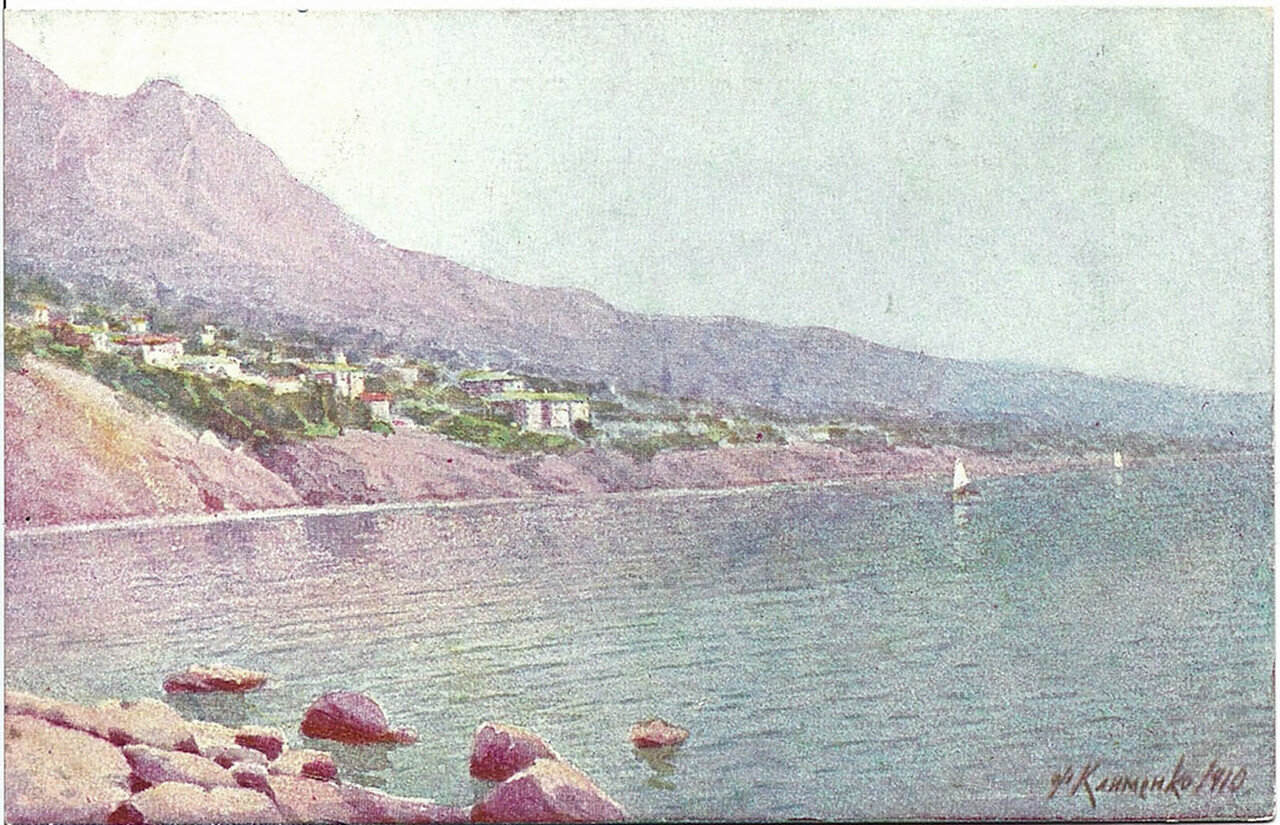
Алупка, 1910 г.
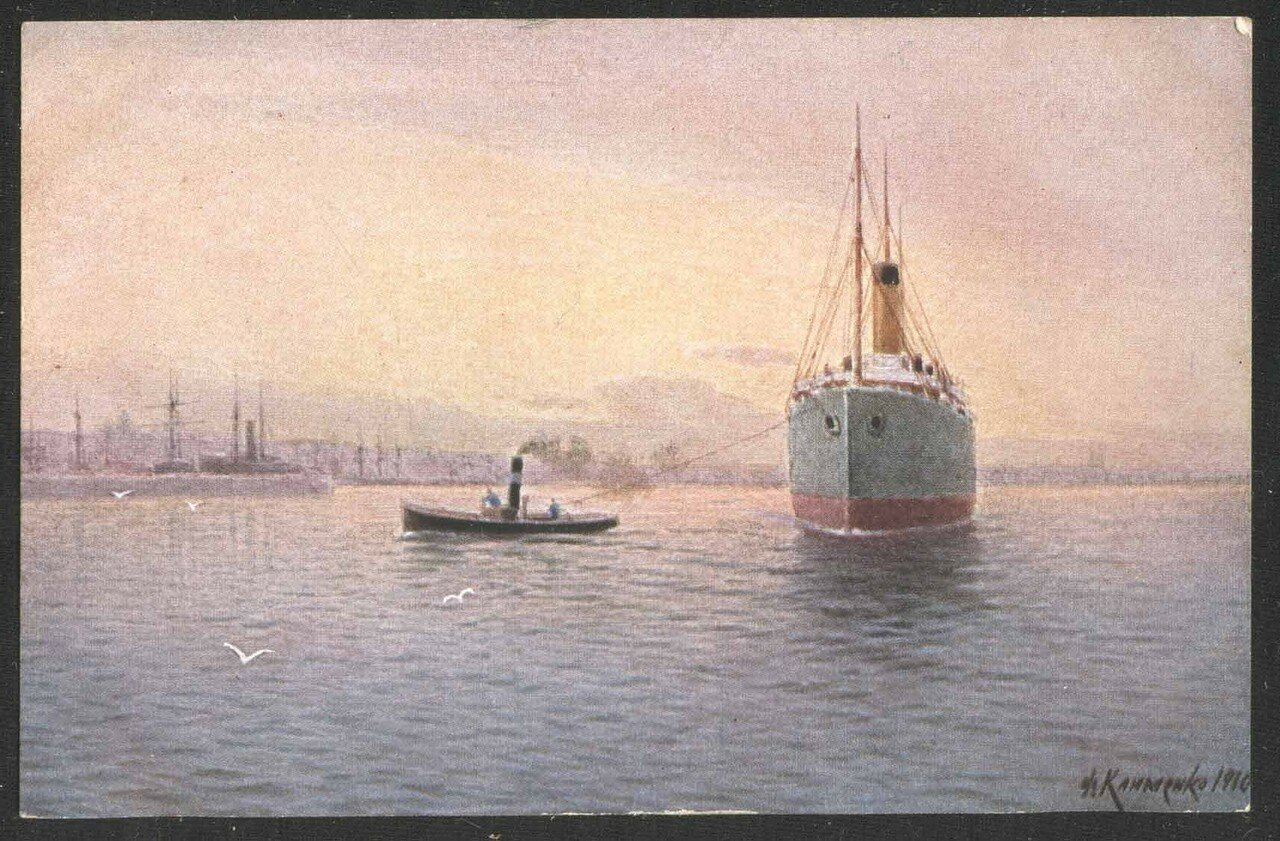
Буксир

Почти все работы художника посвящены черноморским видам: изображение судов, морские пейзажи, отмеченные цельностью композиции и коллористического решения. Многие работы Клименко репродуцировались на почтовых открытках издательство П. Гекшера и стокгольмского акционерного обществава Гранберг (швед. Granberg) (морские пейзажи, выполненные маслом или акварелью). Лишь на некоторых известных репродукциях есть названия работ, большинство картин не датировано. В книге «Морской пейзаж» 2003 года упоминается о Ф. Ф. Клименко, как о художнике-акварелисте изображающем «штиливые композиции».